# 無生老母

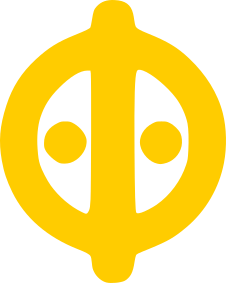
無生老母のシンボル

無生老母（むしょうろうぼ）（英語：Heavenly Mater）は明・清代以降、様々な民間宗教、宗教結社で崇められてきた女神。無極老母、無極天母とも。
羅教、白蓮教、天理教、一貫道では最高神の地位を占める。「無生父母」として男女一対の神とみられることもある。一貫道では明明上帝、日本における別名団体・天道総天壇ではラウムとも呼ぶ。

## 概要
無生老母は全てを創造した神とされる。「無生父母」とみなす解釈においては、人類はこの夫婦神の子らであり、「真空家郷」と呼ばれる天上世界に住まっていたが、穢れた下界に生まれることで自己を見失ってしまったという。人類を「真空家郷」に引き上げ救済することが、無生父母の目的であり役割である。
一貫道では「母」という字を横にした新しい文字を1843年の漢陽会議において創案し、神名の表記に用いている。「真空家郷」は「理天」に名を変え、創造された衆生は「九十二億の原子」と呼ばれる。
聖人を導き五教（儒教、仏教、道教、キリスト教、イスラム教）を創設したのもこの神であり、この後に続く衆生救済のための使者が路中一や張天然といった一貫道の祖師たちであるとされる。また、無始・無形の超越者とされ、神像・画像は存在しない。その代わり「老母灯」（「母」の部分は神名の表記に用いられる文字）と呼ばれる照明や神名表記用の文字を配置して象徴とする。